# Andreiniimon nuptialis

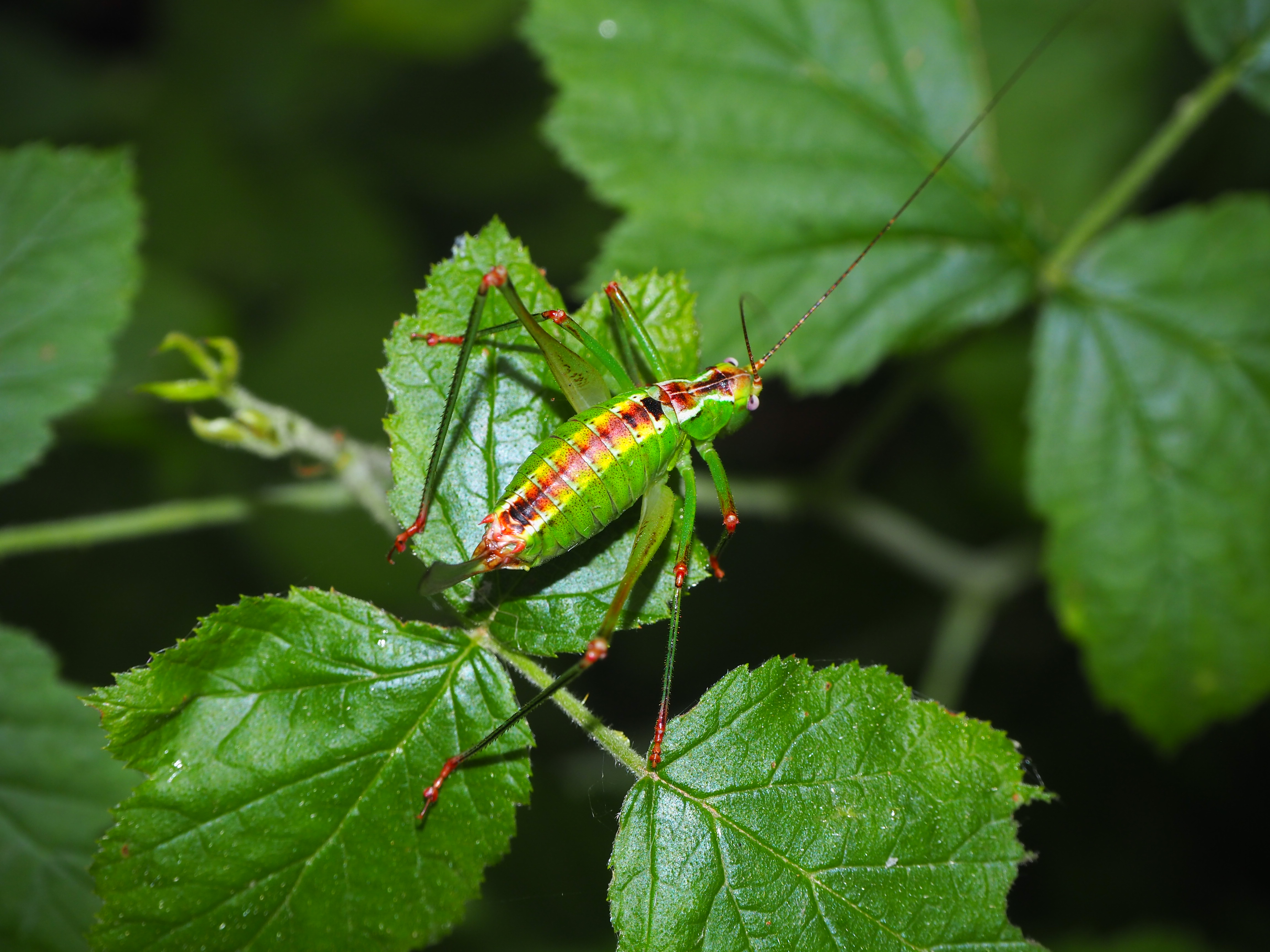
Andreiniimon nuptialis

Andreiniimon nuptialis is een rechtvleugelig insect uit de familie sabelsprinkhanen (Tettigoniidae). De wetenschappelijke naam van deze soort is voor het eerst geldig gepubliceerd in 1918 door Karny.
1. ↑  (en) Andreiniimon nuptialis op de IUCN Red List of Threatened Species.